# Traillochorema rakiura
Traillochorema rakiura är en nattsländeart som beskrevs av Mcfarlane in Mcfarlane och Cowie 1981. Traillochorema rakiura ingår i släktet Traillochorema och familjen Hydrobiosidae. Inga underarter finns listade i Catalogue of Life.